# Buque de abasto

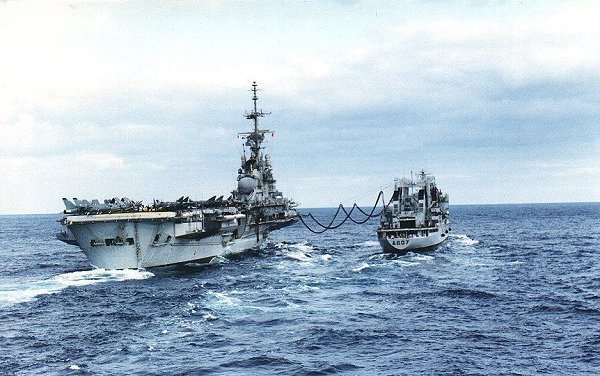
El portaaviones Foch cargando combustible desde el barco nodriza Meuse.

Un buque de abasto  es un tipo de barco de carga que se usa para otorgar apoyo logístico y abasto a otros barcos, principalmente de combustible, pero también alimentos y otros suministros.

## En el campo militar
El desarrollo del uso de estos barcos es una consecuencia de la Segunda Guerra Mundial, principalmente por las operaciones de las fuerzas de los EE. UU. en el océano Pacífico, pero también por las necesidades que surgieron en las escoltas de los convoyes.

## En el sector civil
Los barcos de abasto son imprescindibles para las plataformas petroleras. Son polivalentes y capaces de proporcionar todo lo que pueda necesitar la plataforma en alta mar, y también algunos de ellos, ayudan en la tarea de anclarlas y moverlas de lugar.
También se les usa como buques nodriza para grandes yates de lujo.  La prensa española se ha referido a ellos como "buque auxiliar o de servicio", pero también ha usado los sinónimos ingleses "buque tipo shadow cat, shadow boat o support yatch."  La referencia shadow cat se refiere, específicamente, a buques de abasto multicasco.  Este tipo de nave nodriza puede funcionar como el helipuerto del yate al que sirve, y abastecerle no solamente de combustible, repuestos, alimentos, etc., sino además de mecánicos y otro personal técnico.

## Flota de pesca
En una flota de pesca en alta mar un Barco de abasto es aquel que está situado en un lugar determinado rodeado otros barcos que tienen interrelación de trabajo y servicios con este.
Los Barcos de abasto recogen el pez que pescan por cantidad de barcos pesqueros pero que no tienen capacidad para procesar-(esto quiere decir hervir, limpiarlo, procesar, enlatado, etc.)
El Barco de abasto proveerá de combustible y alimentos a los pesqueros y mantendrán una relación de trabajo. Al cabo del tiempo otro barco nodriza viene y ocupa el lugar del primero llevando relevo a las tripulaciones de los pesqueros y así continúa el trabajo.